# Національний заповідник «Хортиця»
Націонáльний заповíдник «Хóртиця» — заснований у 1965 році, а статус національного отримав 6 квітня 1993 року постановою Кабінету Міністрів України № 254. До його складу входить сам острів Хортиця і прилеглі острови та скелі: Байда, Дубовий, Ростьобин, Три Стоги, Середня, Близнюки, урочище Вирва на правому березі Дніпра, що мають загальнодержавне та історичне значення. Загальна площа заповідника — 2 386,86 га.

## Історія створення
Першими кроками з визнання Хортиці важливим об'єктом природної, культурної та історичної спадщини стало оголошення території острова пам'яткою природи місцевого значення у 1958 році та отримання статусу пам'ятки природи республіканського значення у 1963 році.
Заповідник заснований у 1965 році, коли у серпні цього року Петро Тронько, тоді заступник голови Уряду УРСР, разом з колишнім секретарем ЦК КП України А. Скабою та заступником голови Запорізького облвиконкому М. Киценком підготували для керівництва та відстояли ідею про необхідність увічнення пам'яті запорозького козацтва. Доповідь П. Т. Тронька про увічнення пам'ятних місць, пов'язаних з історією козацтва, 31 серпня 1965 року розглянула Президія ЦК КПУ. Її виголошення супроводжувала, як пише Ю. Данилюк, незвична тиша. Члени та кандидати в члени Президії, крім секретаря ЦК, не поспішали висловити свою власну думку, очікуючи реакції першого секретаря ЦК КПУ Петра Шелеста. Його думка і визначила хід обговорення питання, поставленого на порядок денний. П. Шелест висловив надію, що внаслідок проведення великої й цілеспрямованої роботи буде створений величний меморіал, гідний славного історичного минулого українського народу.
Острів Хортиця в місті Запоріжжя, Постановою Ради Міністрів України № 911 від 18 вересня 1965 року «Про увічнення пам'ятних місць, зв'язаних з історією запорозького козацтва», був оголошений Державним історико-культурним заповідником. З цього часу розпочався процес створення та розбудови заповідника. Політична відлига другої половини 1950 — початку 1960-х років, породжені нею процеси і прийнята Постанова у 1965 році. Вселяли надії на позитивні зрушення в національно-культурній сфері республіки.
Державний історико-культурний заповідник мав складатись з:
- Музею історії запорозького козацтва з п'ятьма діорамами.
- Етнографічного розділу.
- Тематичного парку.

З 1 вересня 1970 року  сформовано дирекцію Державного історико-культурного заповідника запорозького козацтва на острові Хортиця. Першими співробітниками заповідника стали історики Л. Костенко, Т. Шевченко, В. Шевченко, інженер В. Борисов. Дещо пізніше в заповіднику працювали В. Шелест, Л. Юхимчук, Г. Ухань, В. Єрмак, Г. Ткаченко, О. Абліцов, С. Хуповка, В. Баранник, Д. Коваленко, Т. Мовшиць, В. Антипенко та ін. Плинності кадрів до середини 1980-х років майже не спостерігалось. Це були люди, які йшли не лише працювати в заповіднику, а служити великій ідеї Батьківщини. Кожен із них вів нелегку, під час виснажливу нервову боротьбу з численними «землекористувачами» заповідної землі, опором місцевої національно деградованої влади .
Як зазначав перший директор заповідника Арнольд Сокульський: «Завдання перед колективом стояли складні, їх виконання контролювали М. Киценко (щотижня) й апарат облуправління культури, який до 1972 року очолював історик і прекрасний літератор С. Кириченко. Найважливішим для колективу науковців було вивчити історію українського козацтва, запорозьких січей, матеріальну й духовну культуру запорожців, щоб одразу включитись у наукове проєктування і розробку урядової програми увічнення пам'яток запорозького козацтва. Тодішній стан історичної науки про козацтво був настільки вульгаризований схоластичними компартійними схемами класового підходу, що годі було й говорити про науково об'єктивне відтворення найяскравішого явища в середньовічній і новітній історії українців. На праці Д. Яворницького, В. Антоновича, М. Грушевського, А. Кримського, І. Крип'якевича посилатись було заборонено, не кажучи вже про істориків з еміграції. Всі, хто був причетний до створення Хортицького козацького заповідника, — М. Киценко, С. Кириченко, колектив заповідника, київські вчені і митці, що так чи інакше були пов'язані з реалізацією урядової програми УРСР щодо козацтва, перебували під подвійним контролем. Перший — офіційний — відділ пропаганди й агітації обкому КПУ, а другий — нелегальний — обласного управління КДБ».
Впродовж 1971—1972 років тривало будівництво зони обслуговування, де мали бути стоянки для автотранспорту, кафе на 100 місць, екскурсійне бюро і службові приміщення. Спорудження будівлі музею здійснювалось повільно. «За 1971—1975 роки кошти, що виділялись на спорудження меморіального комплексу, не використовувались. У 1976 році з 95 тис. крб. було використано лише 66 тис. крб.; у 1977 році з 140 тис. — лише 52 тис. крб; у 1978 році з 190 тис. крб. використано 34,7 тис. крб».
Однак колектив заповідника не припиняв роботу. Уже в середині літа 1972 року академічні інститути схвалили тематико-експозиційний план Музею історії запорозького козацтва. І не дивлячись на це, 28 вересня 1973 року ЦК КПУ скасував своє попереднє рішення про увічнення пам'яті місць, пов'язаних з історією запорозького козацтва, й поставив нове завдання: спорудити на острові Хортиця Музей історії міста Запоріжжя, який мав стати філією Запорізького краєзнавчого музею. Ідейно-тематичне спрямування музею, як і всього комплексу, повинно було відображати основні події історії Запоріжжя, передусім революційну боротьбу за встановлення радянської влади та соціально-економічні перетворення, здійснені в Запоріжжі з перемогою соціалізму.
На зведеному кургані біля музею замість скульптурної групи «Козаки в дозорі» рекомендувалося встановити монумент «Дружба народів СРСР» на честь робітничого класу. Етнографічна частина комплексу взагалі вилучалася з будь-яких тематико експозиційних планів. Ці пропозиції перекреслювали всі заходи, як писав П. Тронько, розпочаті у 1965 році на виконання прийнятої 18 вересня 1965 року постанови Уряду.
Робота над новою тематикою заповідника тліла роками, наприкінці 1970-х років припинили будівництво споруди музею, за «власним бажанням» у 1979 році звільнився директор заповідника Арнольд Сокульський. Йшов час, на Хортиці змінювалися директори. Проте колектив заповідника не розпався, «продовжував вивчати історію козацтва, водночас розшукуючи й збираючи матеріали соціалістичної доби як того вимагали обставини, що склалися у зв'язку з реформуванням заповідника».
Два роки потому до заповідника повернувся перший директор. Його зустрів: нульовий цикл будівлі музею, відсутність затвердженого тематико- експозиційного плану, художніх ескізів оформлення музейної експозиції й екстер'єрів музейного комплексу, незакінчене будівництво блоку обслуговування. Колектив заповідника, ядро якого становили Т. Шевченко, Л. Юхимчук, В. Єрмак зберігся, і на чолі з повернутим директором, розпочалась робота по спорудженню і оформленню музею.

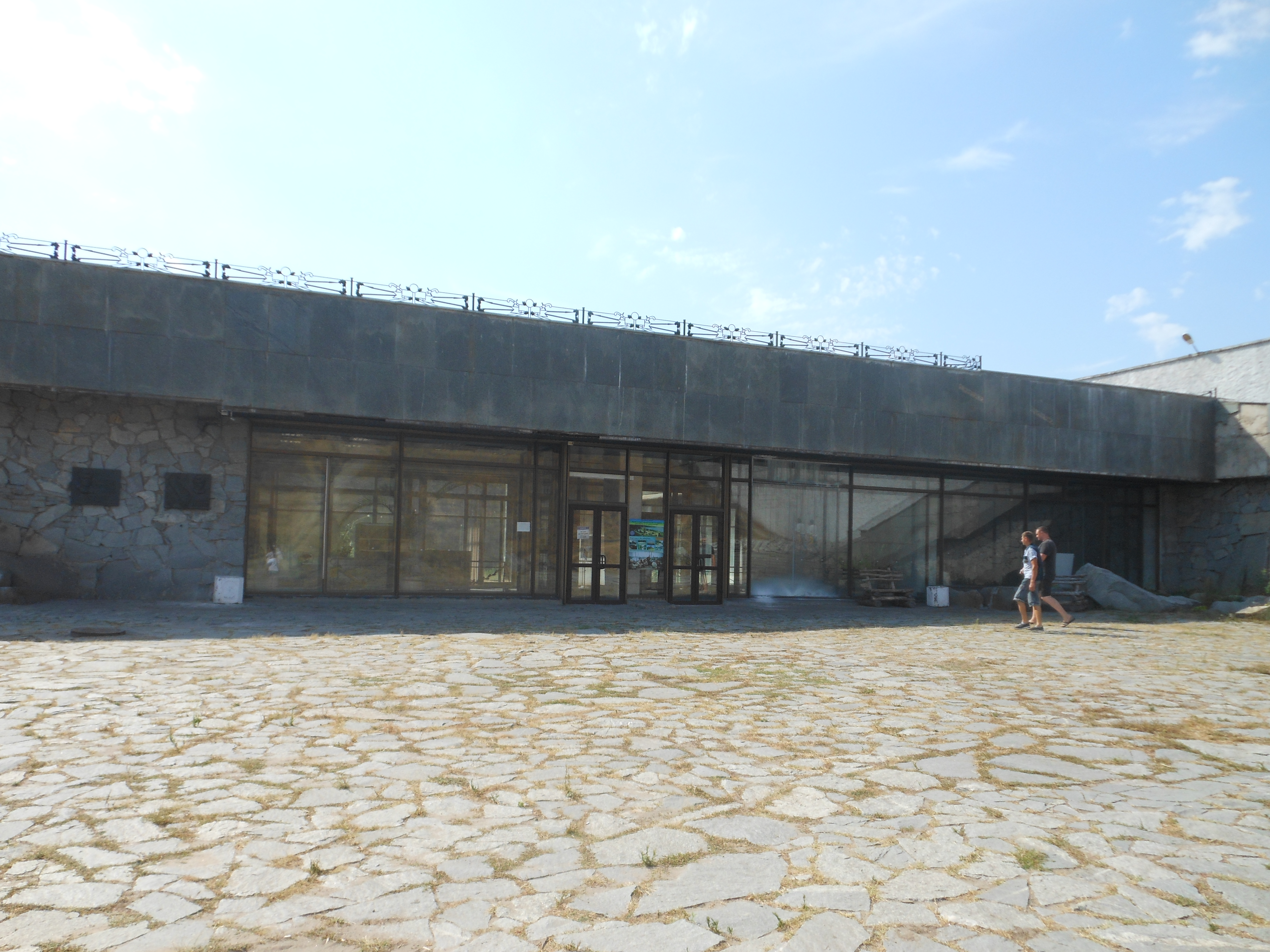
Музей історії запорозького козацтва

14 жовтня 1983 року відкрита перша черга музейного комплексу. На Хортиці запрацював Музей історії Запоріжжя. Оформлявся музей за проєктом художника-монументаліста і головного художника комплексу А. Гайдамаки. З групою художників-ковалів і дизайнерів з Києва і Хмельницького, він і колектив заповідника впорались із завданням. Інтер'єр музею був вирішений на гідному художньому рівні, в експозиційних прийомах були використані нові погляди і художнє мислення. Художні діорами виконувались художником Студії імені М. Грекова, М. Овечкіним та народним художником України СРСР О. Троценком. Проіснувала ця експозиція без істотних змін з 1983 по 1988 роки, коли була повернута на Хортицю козацька тематика, писала О. Апанович.

## Сучасний стан

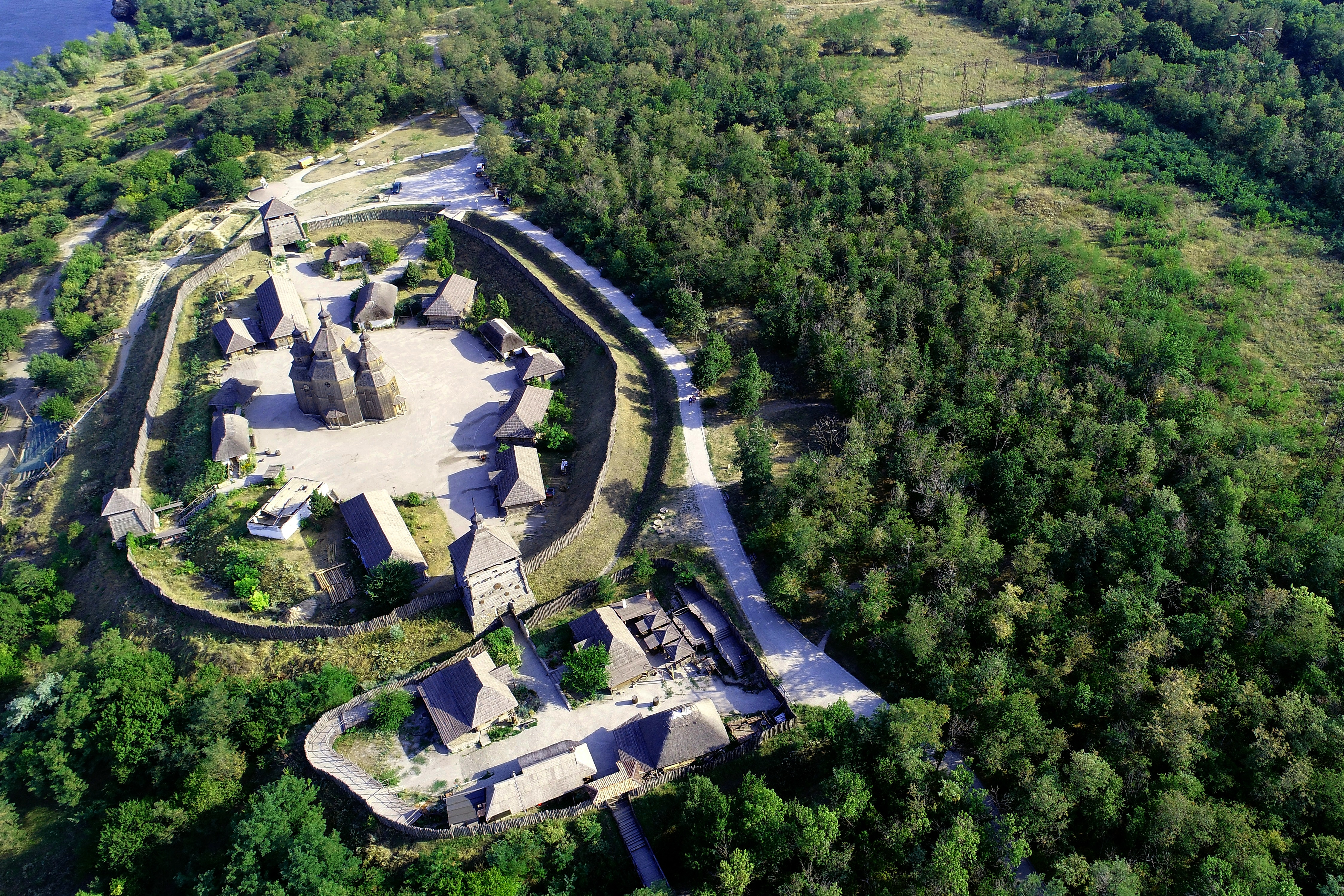
Краєвид на Запорозьку Січ з висоти пташиного польоту

За понад 50 років в історії заповідника «Хортиця» він вмістив нелегкий і непростий шлях, сповнений сміливими сподіваннями й розчаруваннями, злетами і розпачем невиправданих надій у вирі політичної боротьби навколо ідеї увічнення пам'яті запорозького козацтва та його видатних представників. У роки національного відродження заповіднику надано статусу — національного. Відповідно із Статутом, він є комплексною культурно-освітньою та науково-дослідною установою, створеною з метою збереження пам'ятних місць, пов'язаних з історією запорозького козацтва, та відтворення природного середовища острова Хортиці. До складу заповідника входять території: Хортиця та прилеглі до нього острови і скелі Байда, Дубовий, Розстьобин, Три Стоги, Середня, Близнюки, урочище Вирва на правому березі Дніпра (у квітні-травні 2023 року на Вирві відбулося затоплення кам'яних підступів до води, а також частково затоплено навколишні зелені насадження). Загальна площа заповідника складає 2359,34 га. Заповідник «Хортиця» має особливу історико-культурну, природну, екологічну, наукову, естетичну цінність і підлягає комплексній охороні, відповідно із законодавством України.

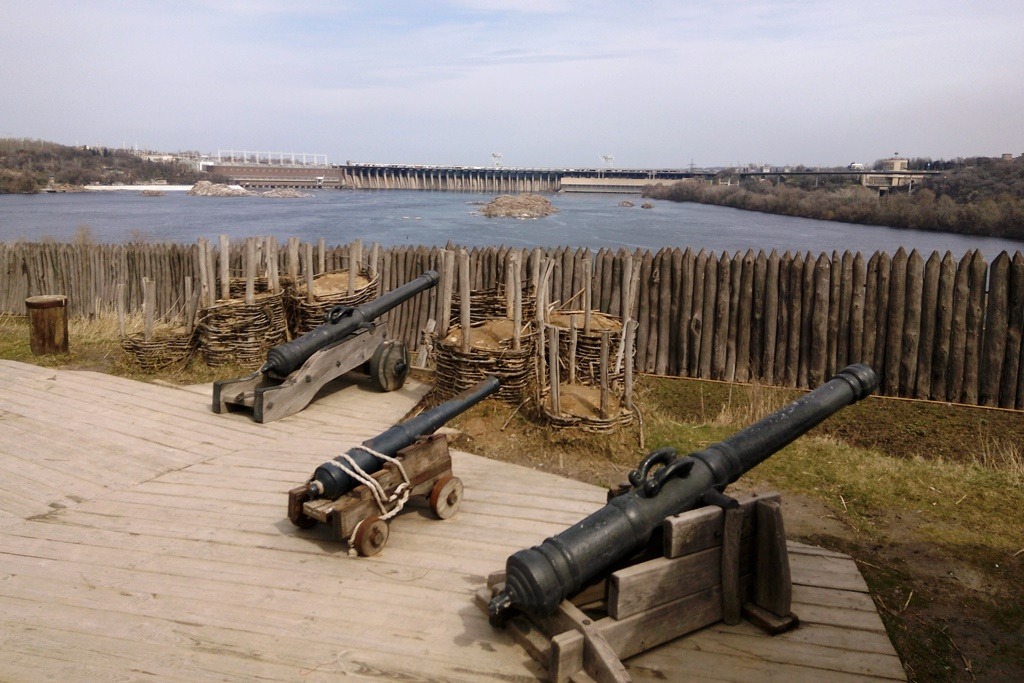
Гармати та краєвид на Дніпровську ГЕС

У 2005 році нарешті заповідник отримав акт на володіння землею острову Хортиця. 2009 року у його структурі було створено філію «Кам'янська Січ», що розташована біля селища Республіканець Херсонської області.
На початку ХХІ століття склалась більш-менш зрозуміла, прозора структура заповідника, у штатному розкладі якого понад 150 співробітників.
Науково-дослідною і просвітницькою роботою займаються сім відділів, у яких працюють 29 наукових співробітників, у тому числі і генеральний директор заповідника. 

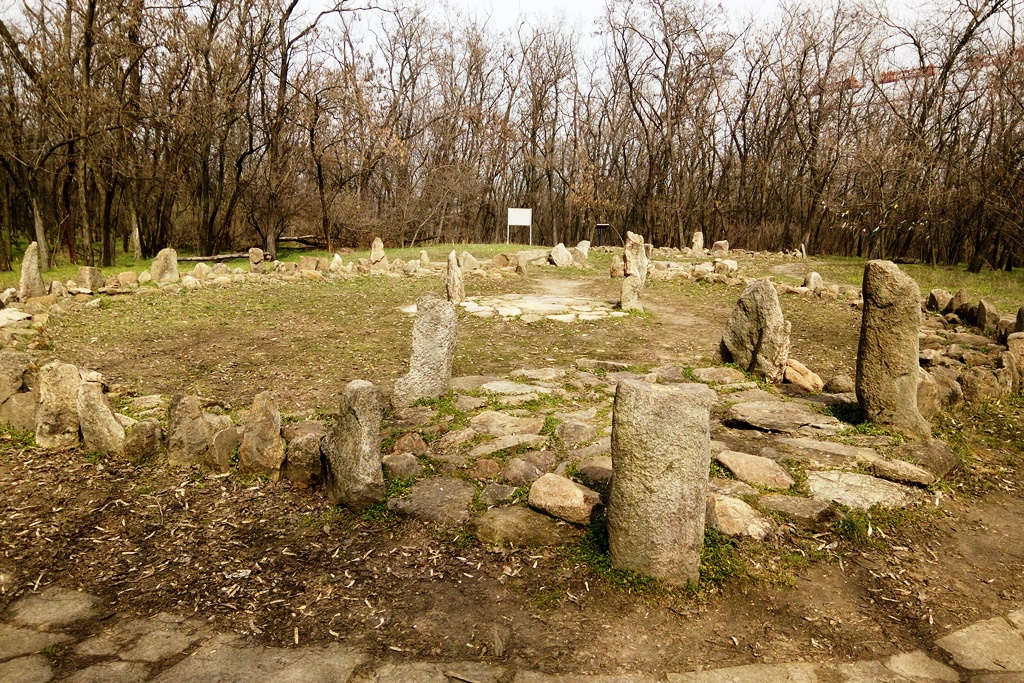
Святилище — стародавній храм доби бронзи

З листопаду 2007 року, Національний заповідник «Хортиця» очолював Максим Остапенко, який розпочав свою роботу в заповіднику ще з 1989 року на посаді лісничого відділу охорони природи, через деякий час був переведений на посаду молодшого, а згодом старшого і провідного наукового співробітника у відділ охорони пам'яток історії та культури. Був завідувачем відділу музею, а з 2005 року працював заступником директора з наукової роботи Національного заповідника «Хортиця». З його ім'ям пов'язані знаменні відкриття на острові Хортиця:
- Скіфське городище в балці Совутиній;
- Святилище доби бронзи на висоті Брагарня;
- Культові споруди доби бронзи в районі балки Молодняга;
- Підводні археологічні пам'ятки, знайдені в руслі Старого Дніпра: «Запорозька Чайка», бригантина.

Важливим етапом для розбудови Національного заповідника «Хортиця» стало прийняття розпорядження Кабінету Міністрів України «Про затвердження заходів щодо розвитку Національного заповідника „Хортиця“ на 2001—2005 рр.» № 202-р від 16.05.2001 року та розроблення Концепції розвитку заповідника. З другої половини 1990-х років головним завданням співробітників заповідника, який очолював тоді Г. Кропивка, кандидат історичних наук, стало розробка і складання Генерального плану розвитку Національного заповідника «Хортиця». Допомагав заповіднику Державний проєктний інститут «Запоріжцивільпроєкт». Ця робота завершилась 2005 року. Державна цільова національно культурна програма розвитку Національного заповідника «Хортиця» на період до 2016 року. Вимальовує перспективи заповідника.
З боку науково-дослідної роботи:
- проведення комплексних історико-етнографічних та археологічних досліджень;
- придбання обладнання для проведення підводних археологічних робіт;
- проведення комплексних екологічних досліджень та організація моніторингу флори і фауни заповідника.

Для забезпечення охорони та збереження об'єктів культурної спадщини:
- музеєфікація залишків кам'яних споруд в балці Ганнівці, благоустрій прилеглої території;
- розроблення проєктно-кошторисної документації та музеєфікація хортицького ретраншементу;
- проведення археологічних досліджень, розроблення проєктно-кошторисної документації та здійснення першого етапу музеєфікації комплексу фортифікаційних споруд XVI—XVIII століть на острові Байда (Мала Хортиця);
- проведення археологічних досліджень, розроблення проєктно-кошторисної документації та здійснення першого етапу музеєфікації скіфського городища в Совутиній балці;
- проведення археологічних досліджень, розроблення проєктно-кошторисної документації та здійснення першого етапу музеєфікації місця розташування Кам'янської Січі XVIII століття;
- розроблення науково-проєктної документації, консервація та реставрація фондових колекцій, зокрема козацьких суден;
- проведення реставраційно-реабілітаційних робіт з укріплення узбережжя в місці розташування пам'ятки історії національного значення Кам'янська Січ XVIII століття. Передбачено створення нових музеїв на острові Хортиця, ремонт та реконструкція існуючих:
- розроблення проєктно-кошторисної документації та будівництво першої черги Музею судноплавства та судно будівництва;
- будівництво Музею археології «Курган»;
- завершення будівництва історико-культурного комплексу «Запорозька Січ»;
- реконструкція покрівлі музею історії запорозького козацтва;
- проведення реекспозиції Музею історії запорозького козацтва, створення нових експозиційних розділів та виставок;
- розробка проєктно-кошторисної документації та упорядження території, прилеглої до Музею історії запорозького козацтва, а саме, зведення полімерного куполу над оглядовим майданчиком, пішохідної естакади, спорудження меморіально-архітектурної композиції на кургані поряд з музеєм.

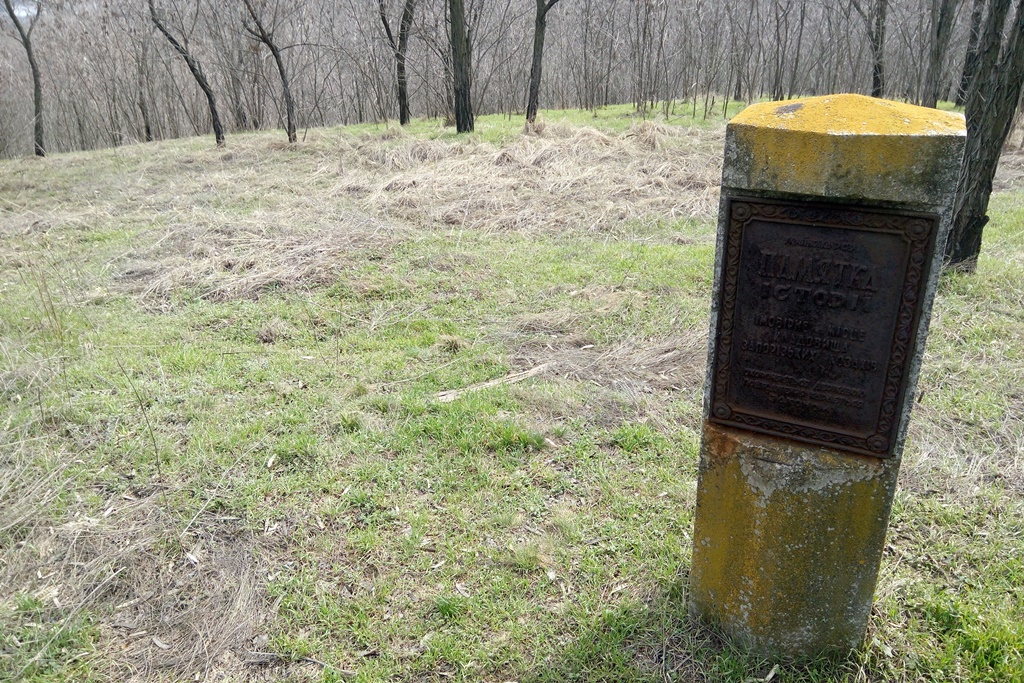
Ймовірне місце цвинтара запорозьких козаків

У заповіднику є також певні проблеми і з розвитком туристичної інфраструктури. З цього питання планується:
- відведення та облаштування рекреаційних зон для відпочинку та обслуговування відвідувачів;
- облаштування автостоянок, автомобільних доріг на острові Хортиця;
- будівництво готельного комплексу на 100 місць;
- облаштування туристичного маршруту «Скіфський шлях»;
- створення туристичного об'єкту «Козацький зимівник»;
- створення інформаційного туристичного центру та сучасної системи зовнішньої навігації на території заповідника.

Потребує поповнення музейний фонд заповідника. Обов'язковим є придбання експонатів для історико-культурного комплексу «Запорозька Січ». У зв'язку з підвищеною за останній період увагою до заповідника «Хортиця», організовувати заходи загальнодержавного значення: проведення культурно-мистецьких, патріотичних заходів з нагоди державних свят та пам'ятних дат, пов'язаних з історією запорозького козацтва.
Наразі Національний заповідник «Хортиця» має сталий імідж науково-дослідної та рекреаційно освітньої установи, за якою закріпилися риси активності, ініціативності, творчого об'єднання зацікавлених навколо «колиски» запорозького козацтва — острова Хортиці, а об'єднання загальних зусиль дозволить закріпити на загальнодержавному рівні за островом Хортиця статусу історико-культурного національного символу та створити найпопулярніший центр міжнародного туризму. І на цьому шляху є досить вагомі досягнення, яскравим доказом успішності та правильності обраного 50 років тому шляху є статистика відвідуваності туристичних об'єктів заповідника, що кожного року складає цифру у 250 000 відвідувачів. Люди з усіх куточків країни, з ближнього і дальнього зарубіжжя прагнуть приїхати на Хортицю і наше завдання допомогти їм це зробити, а головне зберегти острів для нащадків.
16 листопада 2016 року співробітники Національного заповідника «Хортиця» підготували цікаву виставку, створену з урахуванням сучасних тенденцій експонування, що дозволяють побачити за новим і звичайні речі. Виставка «Still Life» працювала тільки в день III науково-практичному семінарі «Сучасний музейний простір: проблеми, перспективи, інновації», організованому Національним заповідником «Хортиця» за підтримки комбінату «Запоріжсталь», але в майбутньому в заповіднику планують освоювати це виставковий простір. Виставкова зала «За порогами» заповідника «Хортиця» була відкрита на другому поверсі будинку № 3 по бульвару Центральному, над «Будинком взуття».
У фондах Національного заповідника «Хортиця» зберігається унікальний експонат — візантійський якір V—VII століть. Його знайшли на дні Дніпра в районі Аркового мосту під час археологічної експедиції влітку 1974 року. На глибині 10 метрів якір знайшов учасник експедиції підводних археологічних робіт заповідника Микола Романов. Цьому сприяло будівництво ДніпроГЕС-2: збільшився обсяг води, що спускається, яка змивала пісок. Це єдиний якір, знайдений у Дніпровському басейні (всі інші виявили в Чорному морі). Унікальність його в тому, що добре зберігся. На якорі можливо побачити кожен удар молотка коваля. Співробітники заповідника створили 3D-модель якоря, що надало можливість аби більше людей могли ознайомитися з цією знахідкою.
Відповідно до президентських програм «Велике будівнитво» та «Велика реставрація», у 2021 році було відремонтовано подвір'я біля Музею історії запорізького козацтва, його будівля повністю реконструйована. До ремонту музей не працював протягом 7 років через критичний стан даху. Також прилеглому кургані встановлено найвищий у Запорізькій області флагшток із прапором та артоб'єкт з кортенівської сталі. Тоді ж розробили лазерне шоу про острів, провели конкурс на створення логотипу та айдентики Хортиці, адже раніше цей об'єкт не мав власного брендингу. До початку повномасштабної війни планувалося, що Хортиця залучатиме до 1 млн відвідувачів на рік. 
Під час російського вторгнення в Україну
За повідомлення Національного заповідника «Хортиця», після обміління річки Дніпро, зпричиненого підривом російськими окупантами Каховської ГЕС, на території заповідника було знайдено дубовий човен, виготовлений з цільного стовбура дуба, довжиною майже 7 метрів. Науковці припускають, що вік човна може сягати 500 років, на це вказує рівень збереженості знахідки. Але більш точне датування стане можливе після проведення радіовуглецевого аналізу.
У серпні 2023 року неподалік Аркового мосту на Хортиці знайдено якір XVIII століття. Ця знахідка пов'язана з діяльністю запорозької верфі, яка існувала на берегах Хортиці під час війни з Туреччиною у 1736—1739 роках. Такі якорі використовувалися на досить великих кораблях, як правило, вітрильних з парусом і щоглами. Знахідку відправили на реставрацію у запорізький музей судноплавства.
З початку повномасштабного російського вторгнення в Україну, доступу відвідувачів до об'єктів Національного заповідника «Хортиця» немає. 1 лютого 2024 року, за повідомлення Міністерства культури України, російські окупанти скинули три авіабомби, в тому числі на об'єкти Національного природного парку «Кам'янська Січ», де знаходяться досі недосліджені об'єкти першої половини XXVIII століття. Перший удар припав на місце господарчого передмістя колишньої Січі, де проводили дослідницькі роботи історики. Другий вибух відбувся неподалік від хреста та могили отамана Гордієнко та в'їзних воріт Січі. У цьому місці знаходиться ґрот та залишки маєтку Агаркова. Співробітники Національного заповідника «Хортиця» розпочали документування наслідків атаки на унікальну пам’ятку козацької доби.
У 2024 році, натхненні ініціативою Національного заповідника «Києво-Печерська лавра», співробітники Національного заповідника «Хортиця» розпочали власний проєкт «Хортиця відновлює», мета якого — допомога українським військовим, ветеранам та їхнім родинам знайти психологічне полегшення, відновити сили через зв'язок з природою, історією та культурою запорізької землі.

## Світлини

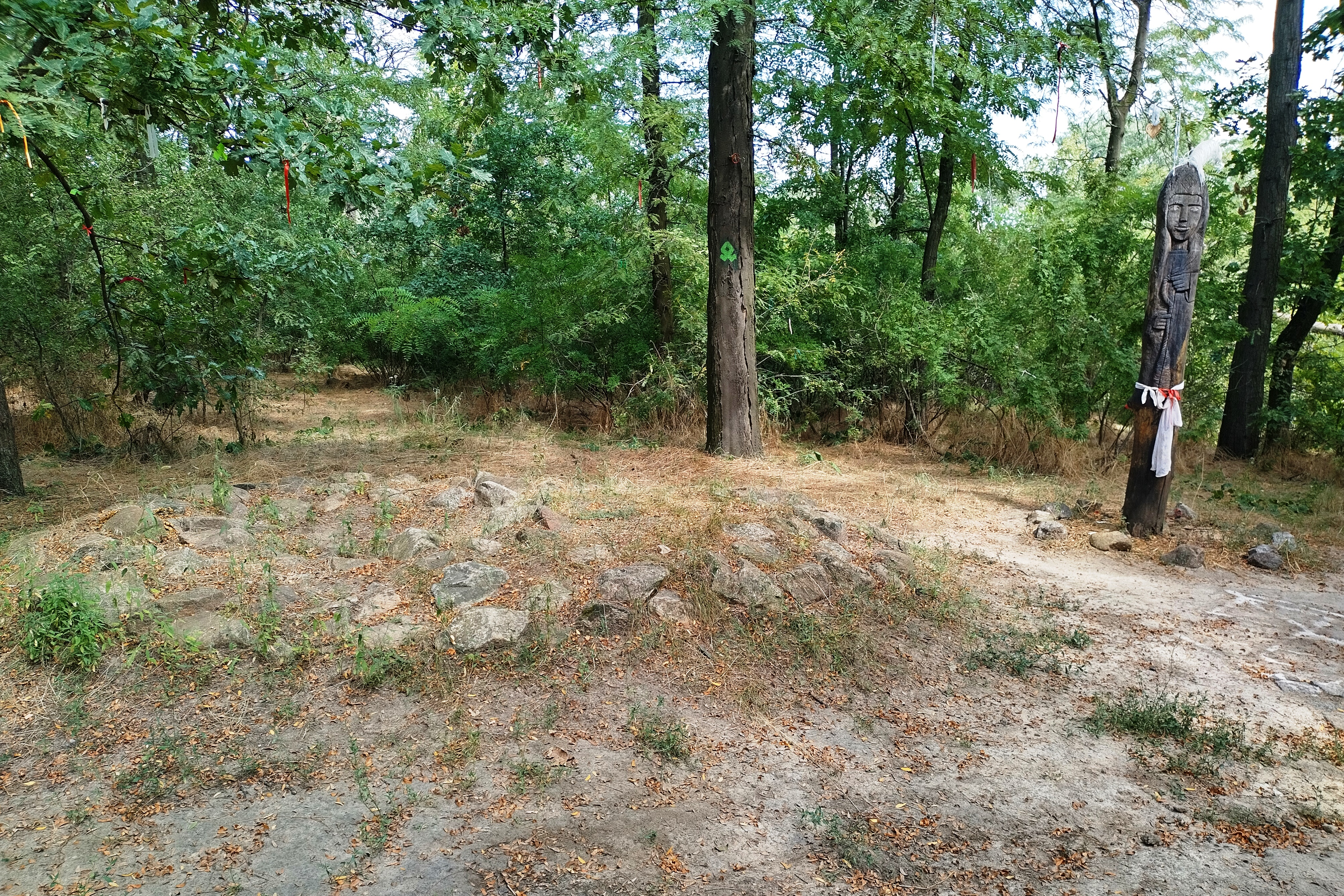
Святилище доби ранньої бронзи (XX—XV століть до н.д.), реконструкція
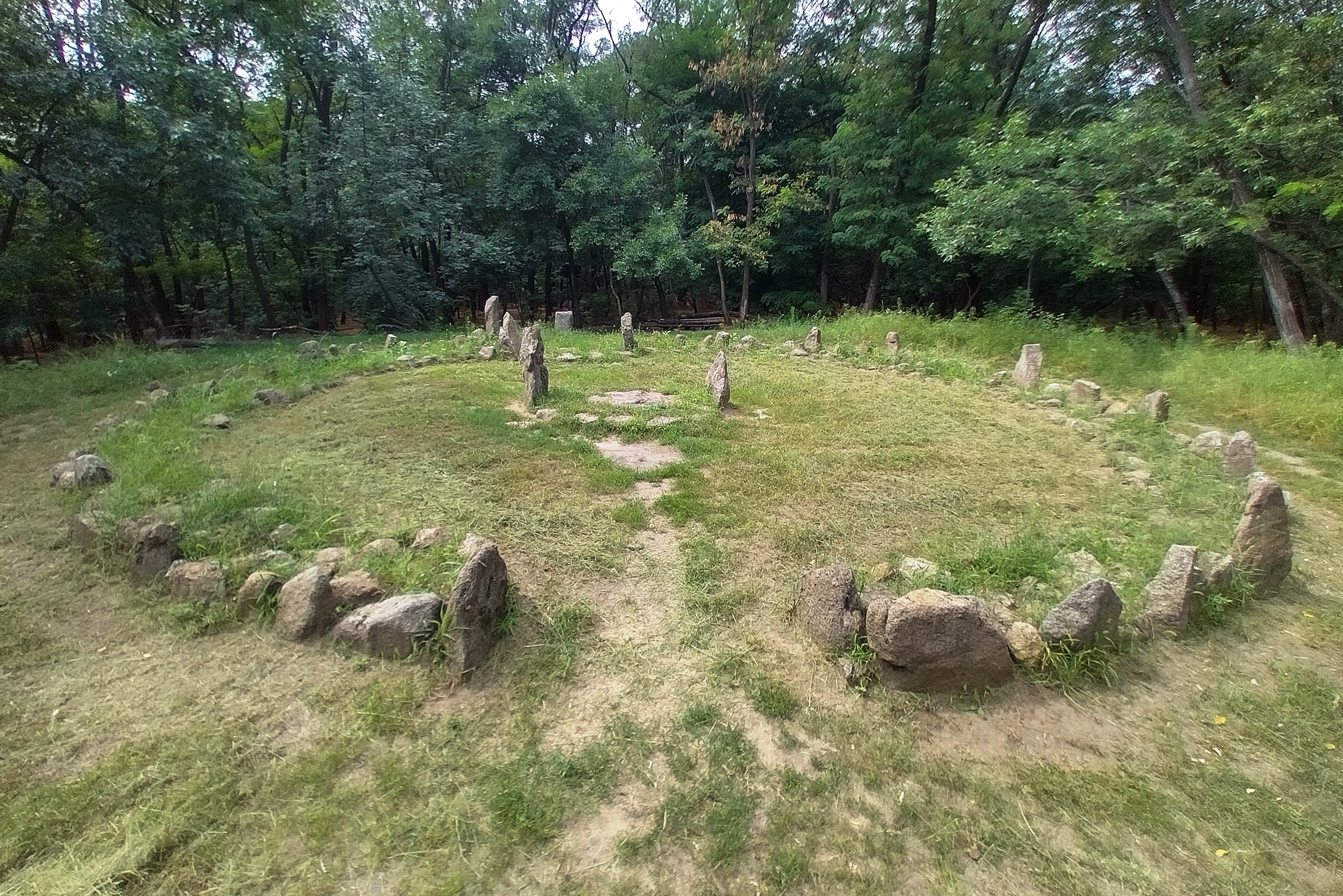
Стародавній храм просто неба
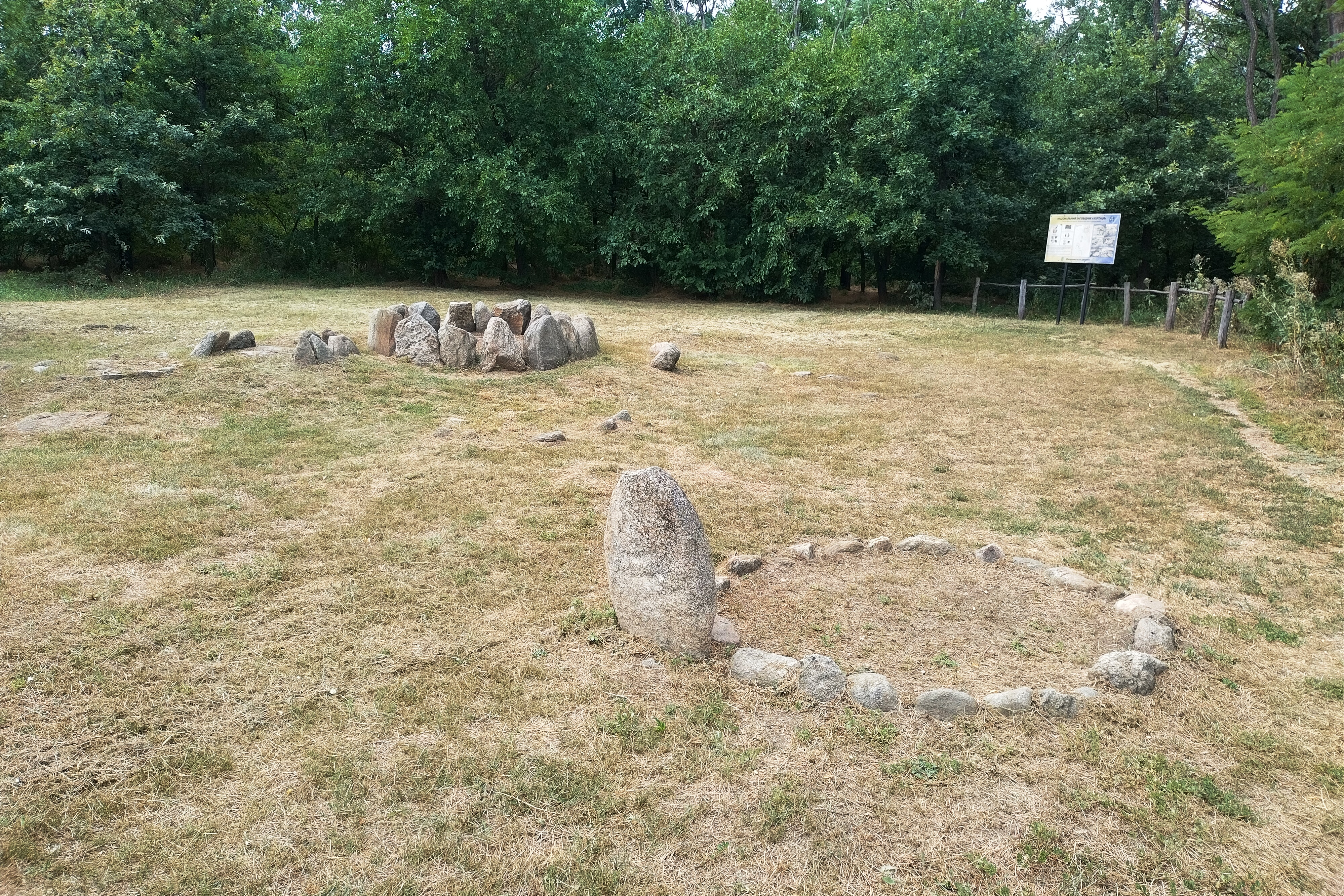
Комплекс кромлехів доби енеоліту, реконструкція
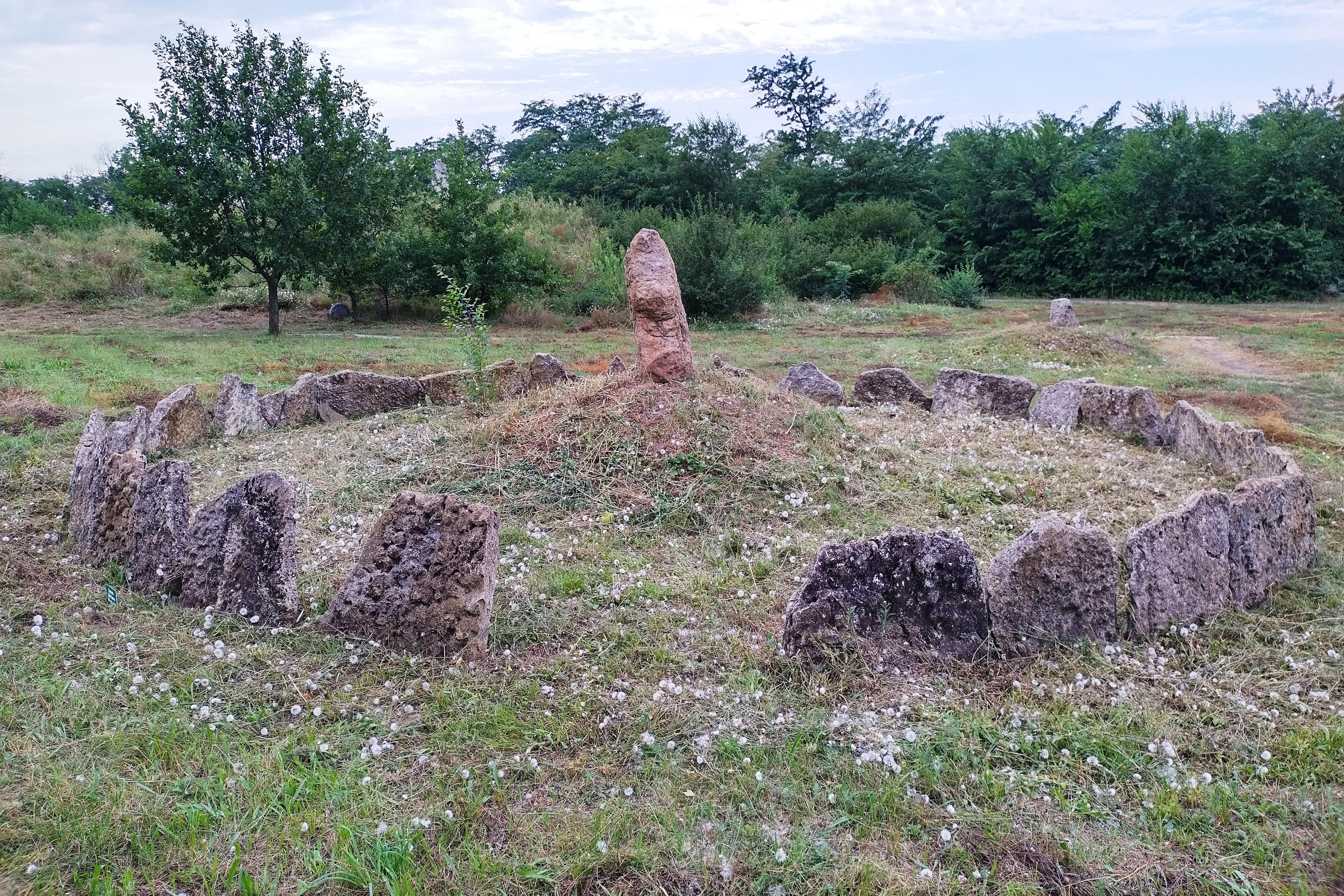
Кромлех на території меморіально-туристочного комплексу «Скіфський стан»
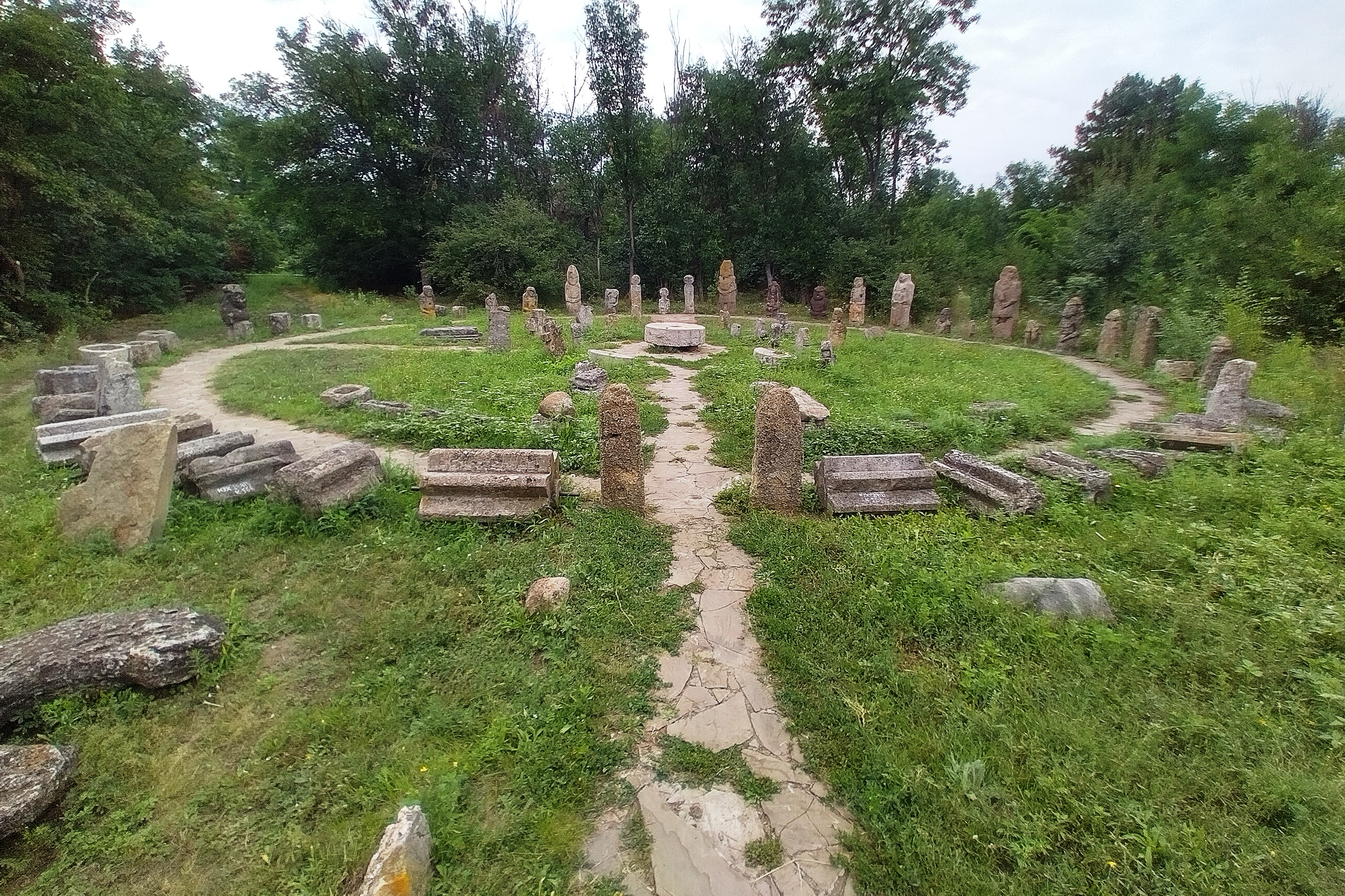
Лапідарій